# Beta Hydrae
Ne doit pas être confondu avec Beta Hydri.
Désignations
Beta Hydrae (β Hydrae / β Hya) est une étoile binaire de la constellation de l'Hydre. Sa magnitude apparente combinée varie de 0,04 magnitude sur une période de 2,344 jours, et vaut environ 4,28 à sa luminosité maximale. D'après la mesure de sa parallaxe annuelle par le satellite Hipparcos, le système est situé à environ ∼ 310 a.l. (∼ 95 pc) de la Terre.
L'étoile la plus brillante des deux est une étoile géante Bp qui est classée comme variable de type α2 Canum Venaticorum.
Beta Hydrae porte la désignation de Flamsteed de 28 Crateris. John Flamsteed, dans son catalogue d'étoiles, incluait parmi les constellations l'Hydre (Hydra) ainsi que « l'Hydre et la Coupe » (Hydra & Crater). Cette dernière incluait indifféremment les étoiles de la Coupe à proprement parler et les étoiles de l'Hydre qui sont situées en dessous d'elle, Beta Hydrae étant l'une d'entre-elles.